# Larva (Jaén)
Larva ist ein südspanischer Ort und eine Gemeinde (municipio) mit insgesamt 436 Einwohnern (Stand: 2024) im Süden der Provinz Jaén in der autonomen Region Andalusien.

## Lage
Larva liegt in der Sierra Mágina, einem Teilgebiet der Sierra Morena, knapp 55 km (Fahrtstrecke) ostsüdöstlich der Provinzhauptstadt Jaén in einer Höhe von ca. 720 m. Das Klima im Winter ist gemäßigt, im Sommer dagegen warm bis heiß; die geringen Niederschlagsmengen (ca. 506 mm/Jahr) fallen – mit Ausnahme der nahezu regenlosen Sommermonate – verteilt übers ganze Jahr.

## Bevölkerungsentwicklung
| Jahr      | 1970  | 1980 | 1990 | 2000 | 2010 | 2020 |
| Einwohner | 1.453 | 902  | 601  | 508  | 489  | 471  |

Die kontinuierliche Bevölkerungsrückgang in der zweiten Hälfte des 20. Jahrhunderts ist im Wesentlichen auf die Mechanisierung der Landwirtschaft und den damit einhergehenden Verlust an Arbeitsplätzen zurückzuführen.

## Sehenswürdigkeiten
- Reste einer alten iberorömischen Befestigung aus dem zweiten vorchristlichen Jahrhundert
- Peterskirche (Iglesia de San Pedro Apóstol)
- Rathaus mit Uhrenturm

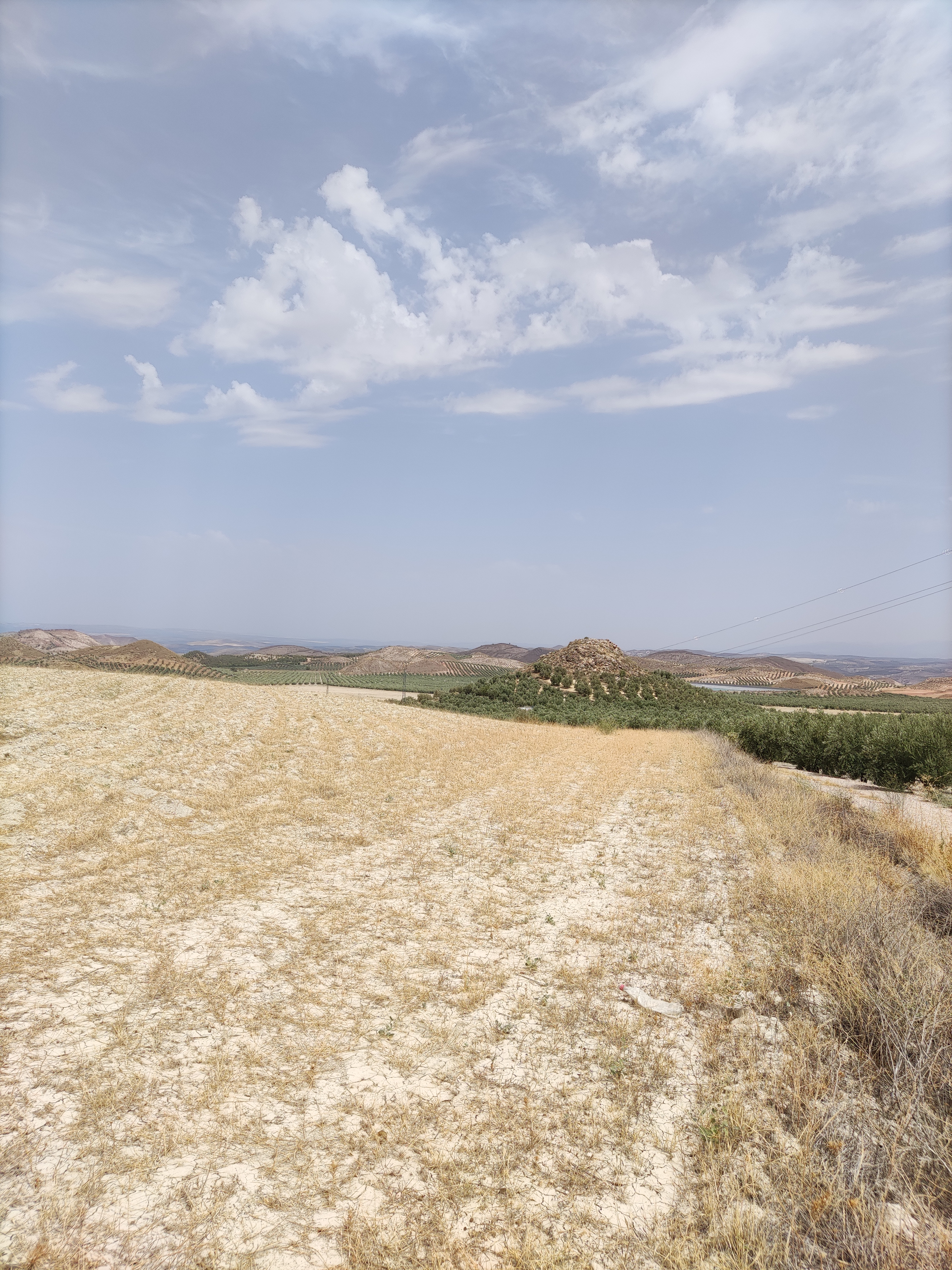
Iberorömische Befestigung
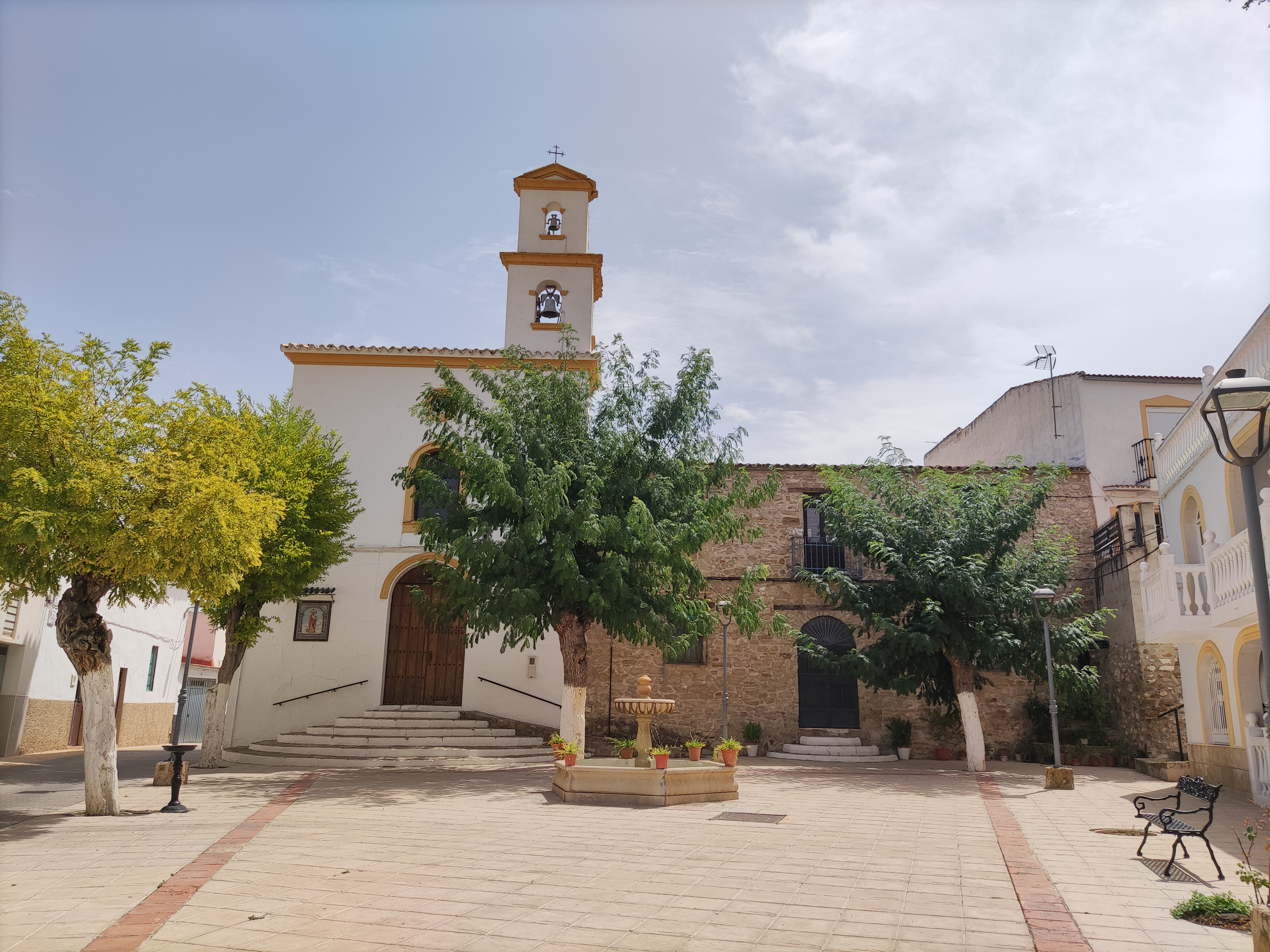
Peterskirche